# Neotachina angusticornis
Neotachina angusticornis är en tvåvingeart som beskrevs av Malloch 1938. Neotachina angusticornis ingår i släktet Neotachina och familjen parasitflugor. Inga underarter finns listade i Catalogue of Life.